# Suursaari (ö i Södra Savolax, Nyslott, lat 62,10, long 29,45)
Suursaari är en ö i Finland. Den ligger i sjön Orivesi och i kommunerna Nyslott och Kides och landskapen  Södra Savolax och Norra Karelen, i den sydöstra delen av landet, 300 km nordost om huvudstaden Helsingfors. Öns area är 1,6 hektar och dess största längd är 270 meter i sydöst-nordvästlig riktning.